# Saint-Remy-Chaussée
Saint-Remy-Chaussée ist eine französische Gemeinde im Département Nord in der Region Hauts-de-France. Sie gehört zum Kanton Aulnoye-Aymeries im Arrondissement Avesnes-sur-Helpe. 

## Lage
Die Gemeinde Saint-Remy-Chaussée liegt an der Tarsies, zwölf Kilometer südwestlich von Maubeuge. Sie grenzt im Norden an Bachant und Écuélin, im Osten an Saint-Aubin, im Süden an Saint-Hilaire-sur-Helpe, im Südwesten an Dompierre-sur-Helpe (Berührungspunkt),  im Westen an Monceau-Saint-Waast und im Nordwesten an Aulnoye-Aymeries. Das Gemeindegebiet wird vom Flüsschen Tarsy durchquert. Die ehemalige Route nationale 361 führt durch Saint-Remy-Chaussée.

## Bevölkerungsentwicklung
| Jahr                       | 1962 | 1968 | 1975 | 1982 | 1990 | 1999 | 2006 | 2013 | 2021 |
| Einwohner                  | 536  | 556  | 470  | 474  | 487  | 469  | 455  | 523  | 406  |
| Quellen: Cassini und INSEE |      |      |      |      |      |      |      |      |      |

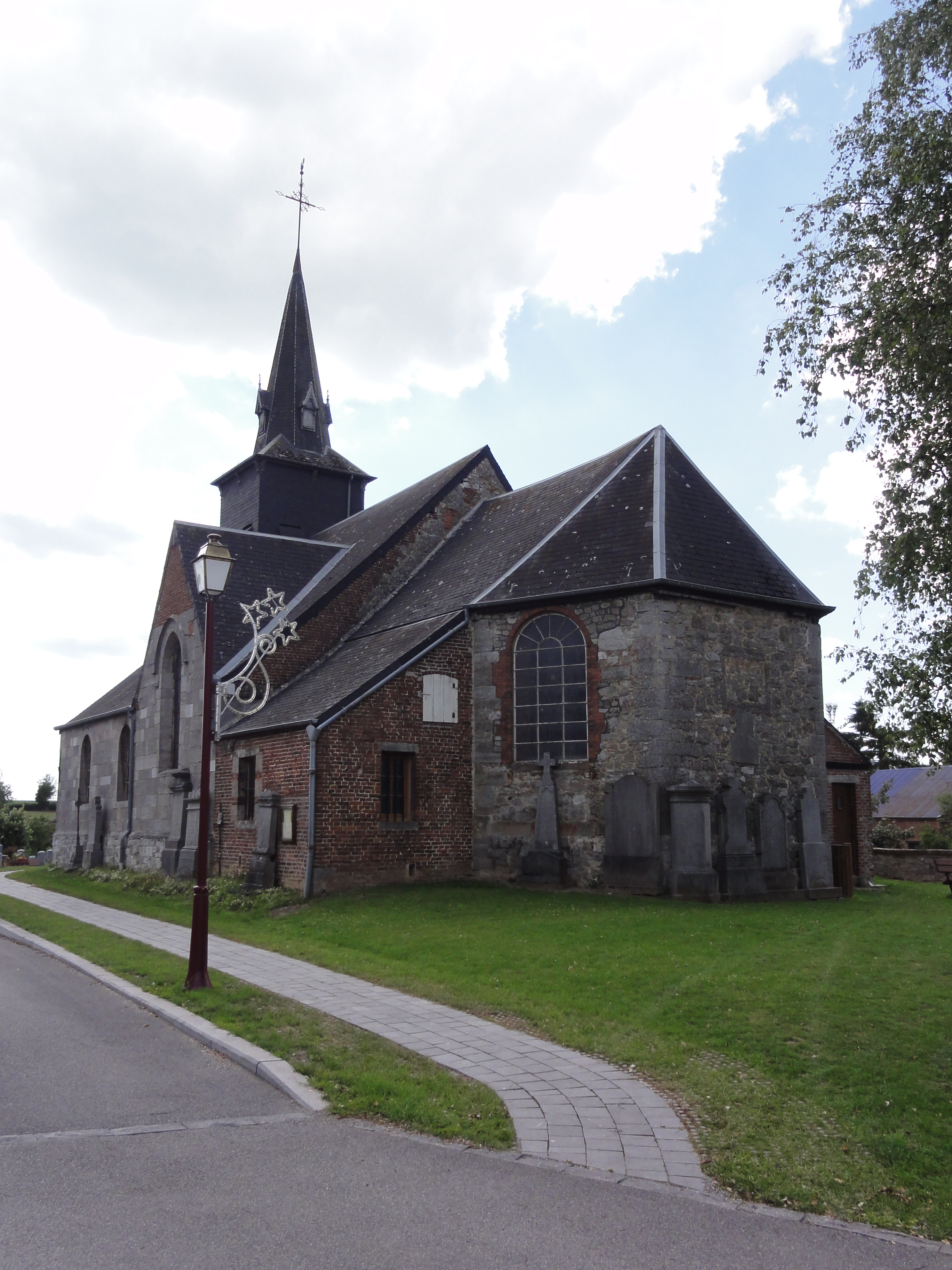
Kirche Saint-Remi
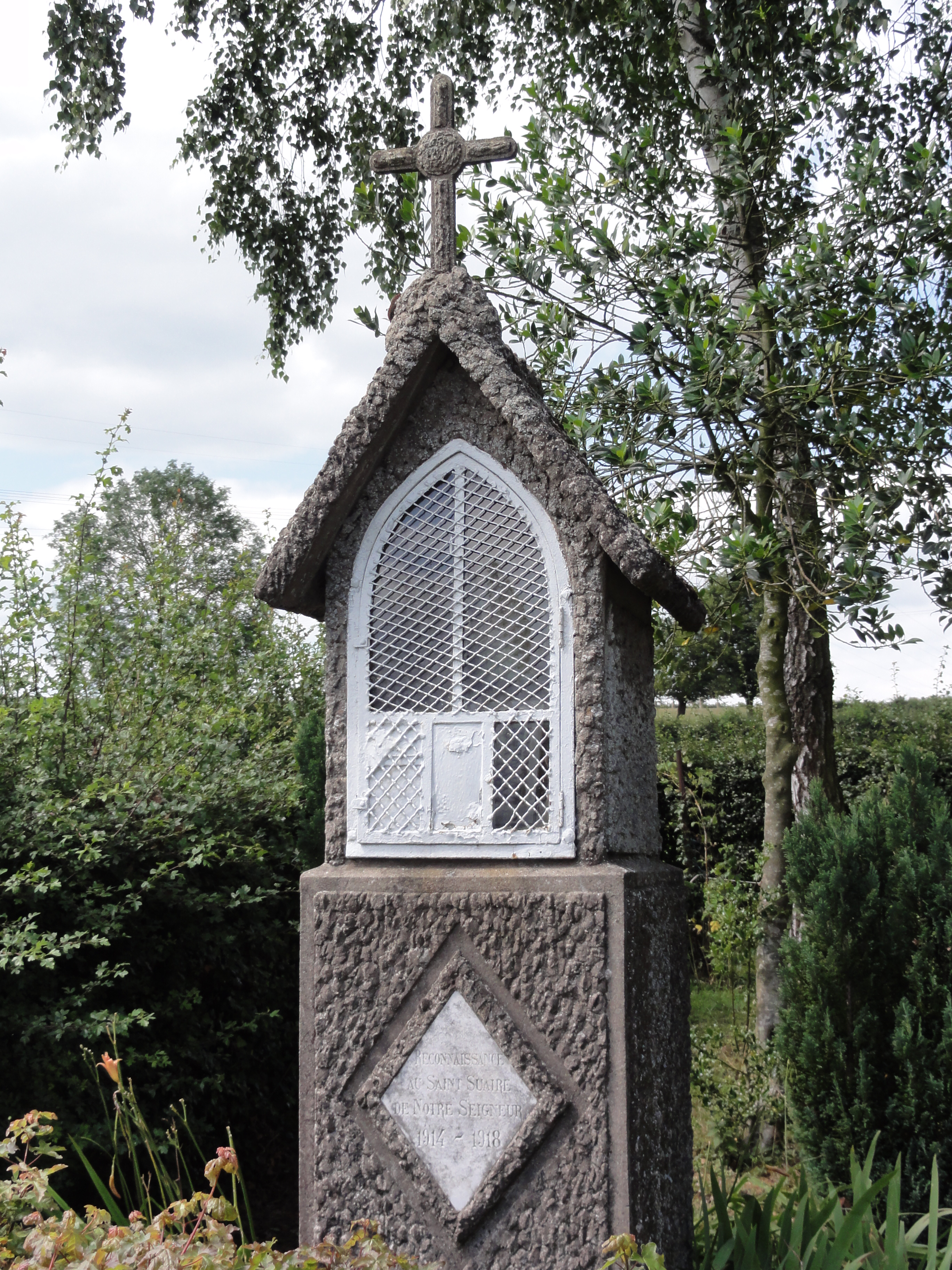
Oratorium
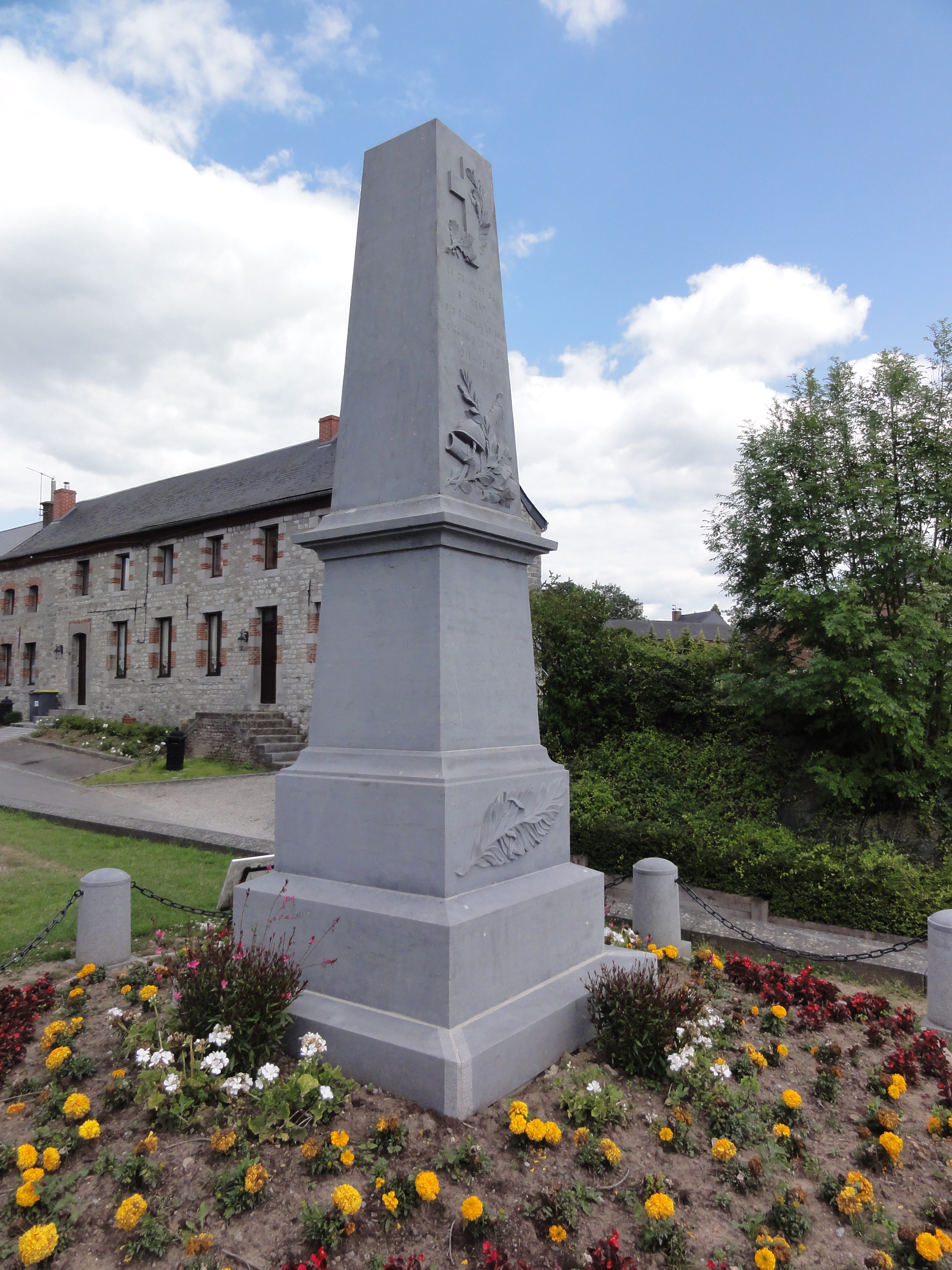
Gefallenendenkmal